# Bundesautobahn 863
Pour les articles homonymes, voir A863.
La Bundesautobahn 863 était le projet d'une Bundesautobahn dans le Land de Bade-Wurtemberg.

## Histoire
La première planification de l'A 863 devait partir de Fribourg-en-Brisgau vers le nord-est.
Elle devait reprendre le tracé de la Bundesstraße 500 entre la Bundesautobahn 5 près de Baden-Baden et la frontière française près d'Iffezheim. Elle devait rejoindre l'Autoroute A35 en France.
Dans le Plan fédéral des infrastructures de transport de 2003, le projet est répertorié comme une extension à quatre voies de la B 500 dans les "Autres exigences" avec le numéro de projet BW5032 ; les coûts de construction sont estimés à 79,5 millions d'euros.
Les Bundesstraße 3 et Bundesstraße 294, aménagées comme des autoroutes, remplacent ce projet.
L'autoroute allemande 862 (Bundesautobahn 862 en allemand et BAB 862 en abrégé) était une autoroute située en Allemagne.
L'autoroute A 862 reliait l'Autoroute française A36 à l'autoroute allemande Bundesautobahn 5 en direction de Fribourg-en-Brisgau. Son unique tronçon, d'une longueur de 400 mètres, consistait à enjamber le Rhin et permettre le raccordement des deux autoroutes.
Cela en faisait la plus petite autoroute allemande. Malgré cela, elle était empruntée par près de 14 000 personnes par jour. Côté allemand, elle prenait souvent le nom d'A5 alors que côté français, c'est le nom d'A36 qui est emprunté. Aujourd'hui, elle a donc pris le nom d'autoroute A5 et se retrouve être une simple branche de cette autoroute